# Willkommen in der Realität (WIR)
Willkommen in der Realität (WIR) ist eine deutsche Wählervereinigung, die ihre Politik an sozialen Grundsätzen, Nachhaltigkeit und Bürgerbeteiligung ausrichtet. Die Wählervereinigung wurde am 10. Januar 2019 in Bremerhaven gegründet und trat bei der Bürgerschaftswahl 2019 in der Freien Hansestadt Bremen nur im Wahlbereich Bremerhaven an.

## Wahlprogramm
Die Wählervereinigung will zu „politisch bedeutsamen Fragen wie die Einführung des fahrscheinlosen ÖPNV“ Bürgerentscheide durchführen. Außerdem fordert die Partei „einen vom Land Bremen zu finanzierenden gerechten Soziallastenausgleich zwischen den Kommunen zur Überwindung der finanziellen Benachteiligung der Stadt Bremerhaven, insbesondere gegenüber der Stadt Bremen“. Weitere Forderungen: beitragsfreie Kita-Betreuung von Anfang an, die Verwirklichung des Rechtsanspruchs auf einen Kita-Platz für jedes Kind, die Neuordnung der Finanzbeziehungen zwischen Bund, Ländern und Kommunen mit dem geltenden Grundsatz: wird eine Leistung durch den Gesetzgeber bei der Kommune bestellt, ist diese von dort im vollen Umfang zu bezahlen, eine Quote von mindestens 50 Prozent Sozialwohnungen mit einer langen Belegungsbindung beim Neubau und die umfassende Anwendung einer Mietpreisbremse beim Abschluss aller Mietverträge.